# Anastatus crassicornis
Anastatus crassicornis är en stekelart som först beskrevs av Masi 1917.  Anastatus crassicornis ingår i släktet Anastatus och familjen hoppglanssteklar. Inga underarter finns listade i Catalogue of Life.